# Göran Therborn
Göran Therborn (Kalmar, Suècia, 23 setembre de 1941) és un professor suec de sociologia a la Universitat de Cambridge. Va estudiar a la Universitat de Lund (Suècia), on es va doctorar el 1974.
Ha publicat els seus treballs en nombroses revistes, com la revista New Left Review, i els seus textos són coneguts pel desenvolupament de les preocupacions i temes típics del marc polític i sociològic de l'últim marxisme: la intersecció entre estructura de classe i les funcions de l'aparell de l'estat, la formació de la ideologia del subjecte i el futur de la tradició marxista.
En el seu llibre The Ideology of Power and the Power of Ideology (1980), Therborn parteix dels escrits de Louis Althusser sobre la formació de la ideologia a través del canvi ideològic, la constitució ideològica de les classes i la dominació ideològica. Desenvolupa una matriu material d'ideologies i un esquema general de com es formen les ideologies des d'una perspectiva post-marxista.
A "From Marxism to Post-Marxism?" (2008), intenta transmetre en un espai relativament petit una història completa del desenvolupament de la teoria marxista i la trajectòria del pensament marxista al segle XXI.

## Obres
- Science,Class & Society, Verso, (1976)
- "The rule of capital and the rise of democracy ('Capital and suffrange', cover title)". New Left Review. I 103 (The advent of bourgeois democracy): 3–41. 1977.
- What Does the Ruling Class do When it Rules?: State Apparatuses and State Power under Feudalism, Capitalism and Socialism (1978)
- The Ideology of Power and the Power of Ideology (1980)(Reprinted as Verso Classic (1999))
- Why Some Peoples are More Unemployed than Others (1986)
- European Modernity and Beyond: The Trajectory of European Societies, 1945-2000 (1995)
- Between Sex and Power: Family in the World, 1900-2000 (2004)
- From Marxism to Post-Marxism? (2008)
- Handbook of European Societies: Social Transformations in the 21 Century (2010)
- The World: A Beginner’s Guide (2011)
- The Killing Fields of Inequality (2013)